# Rhabdoblatta simulans
Rhabdoblatta simulans es una especie de cucaracha del género Rhabdoblatta, familia Blaberidae, orden Blattodea. Fue descrita científicamente por Anisyutkin en 2000.

## Descripción
Mide 42,7–43,1 milímetros de longitud. La hembra es más grande que el macho.

## Distribución
Se distribuye por China (Yunnan, Xizang).